# Lizosomalne choroby spichrzeniowe
Lizosomalne choroby spichrzeniowe, choroby lizosomalne, choroby spichrzania lizosomalnego – grupa chorób uwarunkowanych genetycznie, w których na skutek braku aktywności jednego z enzymów dochodzi do spichrzania różnych substancji w lizosomach.

## Patogeneza
Ze względu na to, że wytwarzanie enzymów w lizosomach przebiega w wielu etapach (synteza, fałdowanie, aktywacja, przemieszczanie) można znaleźć wiele przyczyn upośledzenia ich funkcji.
Stopień upośledzenia funkcji enzymu decyduje o nasileniu objawów chorobowych, a jego typ – o rodzaju tych objawów.
Na skutek braku aktywności enzymu, gromadzone w lizosomach substancje nie mogą ulec degradacji i gromadzą się w komórkach, co prowadzi do określonych zmian strukturalnych i czynnościowych

## Dziedziczenie
Większość chorób lizosomalnych to schorzenia monogenowe, dziedziczone autosomalnie recesywnie. Wyjątkami są: choroba Fabry’ego, mukopolisacharydoza II i choroba Danona.

## Podział
- Mukopolisacharydozy (MPS)
  - MPS I
    - MPS I H (zespół Gertrudy Hurler) – deficyt lizosomalnej alfa-iduronidazy
    - MPS I S (zespół Scheiego, dawniej MPS V)

  - MPS II (zespół Huntera) – deficyt lizosomalnej sulfatazy iduronianu
  - MPS III (zespół Sanfilippo)
    - MPS III A – deficyt sulfatazy heparanu
    - MPS III B – deficyt
    - MPS III C
    - MPS III D

  - MPS IV – A, B
  - MPS VI
  - MPS VII
- Glikoproteinozy
  - Aspartyloglikozaminuria
  - Fukozydoza
  - Alfa-mannydoza
  - Beta-mannydoza
  - Mukolipidoza I (sjalidoza)
  - Choroba Schindlera
- Sfingolipidozy
- Inne lipidozy
- Glikogenozy spichrzeniowe
- Mnogie niedobory enzymatyczne
- Zaburzenia transportu lizosomalnego
- Inne choroby lizosomalne

## Diagnostyka
Rozpoznanie można postawić po stwierdzeniu charakterystycznego profilu substratów wydalanych z moczem (mukopolisacharydów, lipidów, sulfatydów, gangliozydów, glikoprotein).
Dodatkowe badania wykrywają zmiany wywołane chorobą (demielinizacje w mózgu, powiększenie narządów, zmiany na dnie oka)
Ważną rolę odgrywają również badania genetyczne

## Leczenie
Stosuje się próby leczenia oparte na przeszczepieniu szpiku kostnego, enzymatyczną terapię zastępczą (terapia genowa).